# Renato Pinto Venâncio
Renato Pinto Venâncio (Campinas, 1961) é um arquivista, historiador e professor universitário brasileiro.

## Biografia e formação
Nasceu em Campinas, São Paulo, em 1961. É filho de Geraldo Venâncio e Lurdes Venâncio.
Formou-se em História pela Pontifícia Universidade Católica do Rio de Janeiro, em 1982. Em 1988 concluiu seu mestrado, pela Universidade de São Paulo. É doutor em História pela Universidade de Paris IV-Sorbonne, tendo defendido sua tese Casa da Roda: institution d´assistance infantile au Brésil, XVIII-XIX siècles, em 1993. Foi orientado por Jean-Pierre Bardet. Realizou pós-doutorado pela Universidade de São Paulo, em 2005.

## Atuação
Entre 2004 e 2008 foi Consultor Científico da Fundação de Amparo à Pesquisa do Estado de Minas Gerais (FAPEMIG). Entre 2005 e 2008, dirigiu o Arquivo Público Mineiro. Entre 2007 e 2008 foi Consultor Científico da UNESCO, no Comitê Nacional Memória do Mundo.
Ainda na área da arquivologia, entre 2006 e 2008 foi membro da Seção Brasileira da Comissão Luso-Brasileira para Salvaguarda e Divulgação do Patrimônio Documental (COLUSO), tendo sido o responsável pela implantação do Sistema Integrado de Acesso do Arquivo Público Mineiro.
Atualmente é professor de arquivologia na Universidade Federal de Minas Gerais. Foi professor da Universidade Federal de Ouro Preto, entre 1989 e 2010, tendo sido, entre 2001 e 2004, coordenador do Arquivo Histórico da Câmara Municipal de Mariana.

## Prêmios e honrarias
Recebeu, como co-autor, dois Prêmio Jabuti em Ciências Humanas. Em 1998, pela sua participação na obra História das mulheres no Brasil, organizado por Mary del Priore, e em 2008 pela sua participação na obra História de Minas Gerais: as Minas Setecentista, v. 1, organizado por Luiz Carlos Villalta.
Também recebeu, pela participação em História das mulheres no Brasil, o Prêmio Casa Grande e Senzala. Voltou a receber o prêmio pela participação, como co-autor, em História das Crianças no Brasil, organizado pela Mary del Priore.
Recebeu a medalha Santos Dumont, e a medalha do Dia de Minas, pelo Governo de Minas Gerais. Também recebeu uma medalha de honra do Centro de Estudos do Ciclo do Ouro, pelo Museu Casa dos Contos, de Ouro Preto.

## Publicações
É autor de dezenas de artigos publicados em revistas científicas, e capítulos de livros. Dentre seus livros, pode-se citar:
- Vinho e Colonização: O Brasil e as bebidas alcoólicas portuguesas 1500 - 1822. Alameda, 2023.ISBN 978-655966150-3
- Gestão de Documentos em Minas Gerais: experiências e perspectivas. Belo Horizonte: Fino Traço, 2021. ISBN 9786589011361
- A proteção jurídica dos animais no Brasil: uma breve história. FGV, 2015. Conjuntamente a Samylla Mól.ISBN 8522516332
- Universidades & Arquivos: gestão, ensino e pesquisa. Belo Horizonte: Fino Traço, 2014. Conjuntamente a Adalson Nascimento.ISBN 8580541654
- Cativos do Reino: a circulação de escravos entre Portugal e Brasil, séculos 18 e 19. Alameda, 2012. ISBN 8579390214
- Uma história social do abandono de crianças: de Portugal ao Brasil, séculos XVIII-XX. Editora PUC-MG, 2010. Conjuntamente a Alcileide Cabral do Nascimento. ISBN 8579390273
- Uma breve história do Brasil. Planeta do Brasil, 2010. Conjuntamente a Mary del Priore. ISBN 8542207610
- Panfletos Abolicionistas: o 13 de maio em versos. Arquivo Público Mineiro, 2007. ISBN 9788599528129
- Uma história da vida rural no Brasil. Ediouro, 2006. Conjuntamente a Mary del Priore.[8]
- Álcool e drogas na história do Brasil. Alameda, 2005. Conjuntamente a Henrique Carneiro. ISBN 8586480479
- Ancestrais: uma introdução à história da África Atlântica. Elsevier, 2003. Conjuntamente a Mary del Priore.[9]
- Livro de ouro da História do Brasil. Ediouro, 2001. Conjuntamente a Mary del Priore.[10]
- Famílias Abandonadas - Assistência à criança de camadas populares no Rio de Janeiro e em Salvador - séculos XVIII e XIX. Papirus, 1999.[11]